# Алькисар
Альки́сар (исп. Alquízar) — город и муниципалитет в провинции Артемиса, Куба.
Площадь муниципалитета составляет 193 км². Численность населения муниципалитета в 2004 году — 29 616 человек, а плотность — 153,5 чел./км².
Город расположен на юго-западе провинции, к юго-западу от города Сан-Антонио-де-лос-Баньос и к западу от города Гуира-де-Мелена.
Впервые поселение в указанном месте упомянуто в 1616 году как кофейная плантация, принадлежащая дону Санчо де Алькисару, давшему поселению своё имя. В 1826 году в этом месте был расположен военный гарнизон и в 1879 году поселению придан официальный статус.

## Демография
Численность населения муниципалитета — 29 616 человек (по состоянию на 2004 год). С 1953 года население возросло на половину.
| 1887  | 1899  | 1907   | 1919   | 1931   | 1943   | 1953   |
| ----- | ----- | ------ | ------ | ------ | ------ | ------ |
| 8 314 | 8 746 | 10 561 | 11 815 | 12 591 | 13 637 | 13 286 |